# Roquevaire
Pour l’article ayant un titre homophone, voir Roquevert.
Roquevaire (Ròcavaira en provençal selon la norme classique et Rocovairo selon la norme mistralienne) est une commune française située dans le département des Bouches-du-Rhône, en région Provence-Alpes-Côte d'Azur.
Ses habitants sont appelés les Roquevairois, Roquevairoises.

## Géographie

### Localisation
La commune de Roquevaire s'étale le long de l'Huveaune, fleuve côtier qui prend sa source dans le massif de la Sainte-Baume et se jette dans la Méditerranée à Marseille. Elle est composée d'un village principal et de trois hameaux : Lascours, niché au pied du Garlaban, Pont-de-l'Étoile et Pont-de-Joux.
À proximité de Marseille, d'Aix-en-Provence, des calanques et des plages, Roquevaire fait partie du pays Aubagnais.
| Peypin  | La Destrousse | Auriol  |
| Allauch | Roquevaire    | Auriol  |
| Aubagne | Aubagne       | Gémenos |

### Géologie
Le sous-sol abrite du gypse exploité de 1800 à 1963 au lieu-dit les Plâtrières, entre le centre de la commune et l'autoroute A52, par trois exploitants successifs (Rancurel, Pontet, Plâtrières du Vaucluse) pour fabriquer du plâtre.

### Risques
Les carrières souterraines de gypse exploitées à Roquevaire l'étaient par la technique dite des « chambres et piliers ». Les chambres d'extraction mesurent trois, cinq ou sept mètres de hauteur. Le gypse était remonté par des puits de deux mètres de diamètre jusqu'en 1905, puis par des plans inclinés. Divers éboulements se sont produits et quelques comblements de chambres d'extraction ont été faits.
En 1957, quelques chambres ; les galeries centrales plus hautes et proches de la surface ont servi à la culture de champignons, jusqu'en 1995 où des risques manifestes d'affaissement ont été constatés en surface et en profondeur.
Un habitat dispersé existe au-dessus des cavités d'exploitation étagées sur plusieurs niveaux, dont les plus bas sont aujourd'hui inondés à la suite de l'arrêt des pompages (sauf sur les anciennes champignonnières encore pompées). Un double risque existe, de fontis et d'effondrement en masse.
Des affaissements en 1995 ont nécessité des évacuations d'immeubles et suscité un règlement d'urbanisme plus adapté. L'INERIS et le BRGM ont précisé les zones à haut risque et analysé l'hydraulique souterraine, en proposant des mesures de surveillance. Un plan de prévention des risques naturels (PPR) a été écrit par la DDE.

### Climat
Pour des articles plus généraux, voir Climat de Provence-Alpes-Côte d'Azur et Climat des Bouches-du-Rhône.
En 2010, le climat de la commune est de type climat méditerranéen franc, selon une étude du Centre national de la recherche scientifique s'appuyant sur une série de données couvrant la période 1971-2000. En 2020, Météo-France publie une typologie des climats de la France métropolitaine dans laquelle la commune est exposée à un climat méditerranéen et est dans la région climatique  Provence, Languedoc-Roussillon, caractérisée par une pluviométrie faible en été, un très bon ensoleillement (2 600 h/an), un été chaud (21,5 °C), un air très sec en été, sec en toutes saisons, des vents forts (fréquence de 40 à 50 % de vents > 5 m/s) et peu de brouillards. 
Pour la période 1971-2000, la température annuelle moyenne est de 14,1 °C, avec une amplitude thermique annuelle de 15,8 °C. Le cumul annuel moyen de précipitations est de 691 mm, avec 6,6 jours de précipitations en janvier et 1,8 jours en juillet. Pour la période 1991-2020, la température moyenne annuelle observée sur la station météorologique de Météo-France la plus proche, « La Destrousse_sapc », sur la commune de La Destrousse à 3 km à vol d'oiseau, est de 14,5 °C et le cumul annuel moyen de précipitations est de 716,4 mm. 
La température maximale relevée sur cette station est de 43,1 °C, atteinte le 28 juin 2019 ; la température minimale est de −13,2 °C, atteinte le 11 février 2012,,. 
| Mois                                  | jan.          | fév.           | mars          | avril         | mai         | juin          | jui.          | août          | sep.          | oct.          | nov.          | déc.          | année      |
| ------------------------------------- | ------------- | -------------- | ------------- | ------------- | ----------- | ------------- | ------------- | ------------- | ------------- | ------------- | ------------- | ------------- | ---------- |
| Température minimale moyenne (°C)     | 1,2           | 0,7            | 3,3           | 6,3           | 9,6         | 13,5          | 15,9          | 15,3          | 12,4          | 9,2           | 5,2           | 1,9           | 7,9        |
| Température moyenne (°C)              | 6,6           | 6,9            | 9,8           | 13,1          | 16,7        | 21            | 23,7          | 23,4          | 19,6          | 15,4          | 10,6          | 7,3           | 14,5       |
| Température maximale moyenne (°C)     | 12            | 13             | 16,4          | 19,8          | 23,8        | 28,6          | 31,6          | 31,4          | 26,8          | 21,7          | 16,1          | 12,8          | 21,2       |
| Record de froid (°C) date du record   | −8,5 17.01.17 | −13,2 11.02.12 | −5,4 16.03.13 | −4,1 08.04.21 | 1 07.05.19  | 6,6 13.06.19  | 9,8 15.07.16  | 8,5 18.08.14  | 3,8 21.09.17  | −1,9 22.10.07 | −6 18.11.07   | −6,6 21.12.09 | −13,2 2012 |
| Record de chaleur (°C) date du record | 21,8 28.01.08 | 22,4 24.02.20  | 25,3 30.03.12 | 28,4 21.04.18 | 35 23.05.09 | 43,1 28.06.19 | 39,1 31.07.17 | 40,1 23.08.23 | 35,8 04.09.23 | 30,9 08.10.23 | 24,6 01.11.22 | 22,2 30.12.21 | 43,1 2019  |
| Précipitations (mm)                   | 60,6          | 45,5           | 53,6          | 64,1          | 52,5        | 53,6          | 17,8          | 25,8          | 57            | 99,5          | 111,7         | 74,7          | 716,4      |

| Diagramme climatique                                  |           |             |             |             |              |              |              |            |             |              |             |
| J                                                     | F         | M           | A           | M           | J            | J            | A            | S          | O           | N            | D           |
| 121,260,6                                             | 130,745,5 | 16,43,353,6 | 19,86,364,1 | 23,89,652,5 | 28,613,553,6 | 31,615,917,8 | 31,415,325,8 | 26,812,457 | 21,79,299,5 | 16,15,2111,7 | 12,81,974,7 |
| Moyennes : • Temp. maxi et mini °C • Précipitation mm |           |             |             |             |              |              |              |            |             |              |             |

Les paramètres climatiques de la commune ont été estimés pour le milieu du siècle (2041-2070) selon différents scénarios d'émission de gaz à effet de serre à partir des nouvelles projections climatiques de référence DRIAS-2020. Ils sont consultables sur un site dédié publié par Météo-France en novembre 2022.

## Urbanisme

### Typologie
Au 1er janvier 2024, Roquevaire est catégorisée ceinture urbaine, selon la nouvelle grille communale de densité à 7 niveaux définie par l'Insee en 2022.
Elle appartient à l'unité urbaine de Marseille-Aix-en-Provence, une agglomération inter-départementale dont elle est une commune de la banlieue,. Par ailleurs la commune fait partie de l'aire d'attraction de Marseille - Aix-en-Provence, dont elle est une commune de la couronne,. Cette aire, qui regroupe 115 communes, est catégorisée dans les aires de 700 000 habitants ou plus (hors Paris),.

### Occupation des sols
L'occupation des sols de la commune, telle qu'elle ressort de la base de données européenne d’occupation biophysique des sols Corine Land Cover (CLC), est marquée par l'importance des forêts et milieux semi-naturels (59,3 % en 2018), en diminution par rapport à 1990 (66,4 %). La répartition détaillée en 2018 est la suivante : 
zones urbanisées (40,4 %), milieux à végétation arbustive et/ou herbacée (39,5 %), forêts (10,7 %), espaces ouverts, sans ou avec peu de végétation (9,1 %), zones agricoles hétérogènes (0,2 %), zones industrielles ou commerciales et réseaux de communication (0,1 %). L'évolution de l’occupation des sols de la commune et de ses infrastructures peut être observée sur les différentes représentations cartographiques du territoire : la carte de Cassini (XVIIIe siècle), la carte d'état-major (1820-1866) et les cartes ou photos aériennes de l'IGN pour la période actuelle (1950 à aujourd'hui).

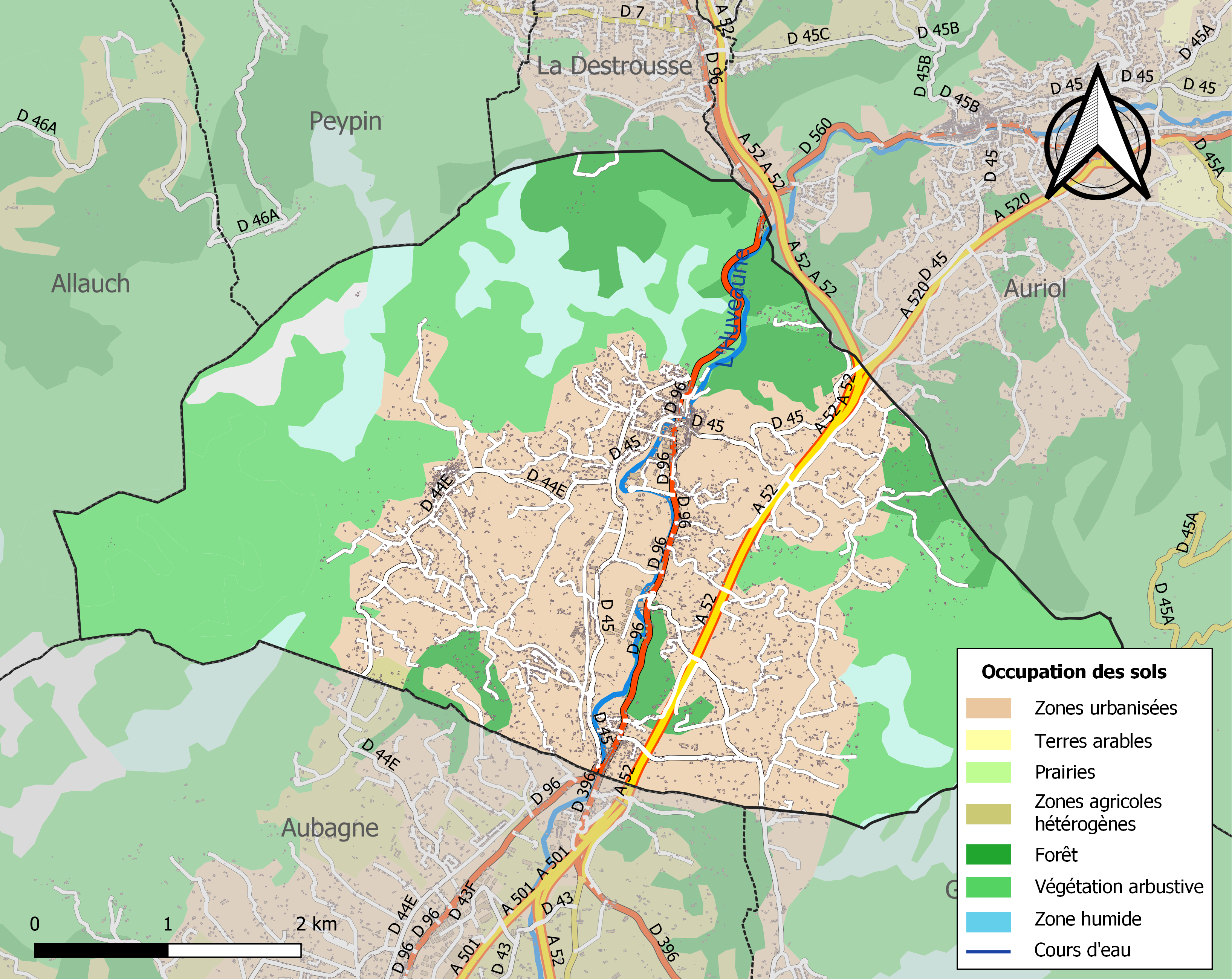
Carte des infrastructures et de l'occupation des sols de la commune en 2018 (CLC).

## Toponymie
Identifié par le vocable Lasa à l'époque celto-ligure, son nom prendrait son origine de Rocca Vaira vers 1150 signifiant roche grise en langue Romane. Elle est attestée sous la forme castrum Roche Varie en 1212, du latin varius, « de couleur variée ».

## Histoire

### Révolution française
À Roquevaire, le comité de surveillance est institué en 1793. Il se recrute en partie chez les simples paysans, parfois illettrés, et son institution marque en quelque sorte l’apogée démocratique de la Révolution. Outre ses fonctions de surveillance, il crée une compagnie de surveillance dans la garde nationale locale, afin de séparer les sans-culottes des fédéralistes. Cette compagnie est utilisée pour des expéditions dans la commune afin de faire appliquer la loi.

### Dates clés
- 27 novembre 1925, création de la Régie municipale de l'eau.
- 16 et 17 janvier 1978, la ville est en proie a des inondations.
- 12 juillet 1983, inauguration du collège Louis-Aragon.
- 10 juin 2015, la ville reçoit la Marianne d'or à la suite de la mise en place de la quasi-gratuité des 30 premiers m3 d'eau[18],[19].
- 26 août 2000, décès de l'ancien maire M. Léon David.
- 28 juillet 2009, décès de l'ancien maire M. André Niel à l'âge de 63 ans[20].
- 3 novembre 2013, record du monde d'attelage d’ânes représentant 68 ânes sur 160 m[21],[22],[23].
- 27 décembre 2015, décès de l'ancien maire M. Henri Gantou à l'âge de 92 ans[24].

## Politique et administration

### Tendances politiques et résultats
Lors de l'élection présidentielle de 2002, le taux de participation était de 84,59 % au second tour. l'ancien Président de la République, Jacques Chirac, obtient un score de 71,99 %.
Lors des élections législatives de 2002, le taux de participation dans la commune était de 66,59 % au premier tour, la moyenne nationale était de 64,42 %. Au second tour le taux de participation était de 62,18 %, la moyenne nationale était de 60,32 %. Le  candidat de l'Union pour la majorité présidentielle est ressortie en tête avec un taux de 56.22 % soit 1922 voix.
Lors de l'élection présidentielle de 2007, le taux de participation dans la commune était de 84.3 % au second tour. Nicolas Sarkozy obtient un score de 60,27 % soit 3210 voix.
Lors des élections législatives de 2007, le taux de participation dans la commune était de 60,73 % au premier tour. La moyenne nationale était de 60,42 %. Au second tour le taux de participation était de 58,75 %, la moyenne nationale était de 59,98 %. Le candidat UMP est élu avec un taux de 59,44 % soit 2222 voix.
Lors de l'élection présidentielle de 2012, Nicolas Sarkozy a obtenu un taux de 56,95 % dans la commune soit 3023 voix. À titre de comparaison, l'ancien Président de la République a fait un score de 52,83 % dans les Bouches-du-Rhône et de 48,37 % au niveau national.
Lors des élections départementales de 2015, le taux de participation dans la commune était de  54,58 % au premier tour (contre 58,49 % au second). L'Union de la Gauche est ressortie en tête lors de ces deux scrutins (respectivement 36,27 % et 38,04 %).

### Liste des maires

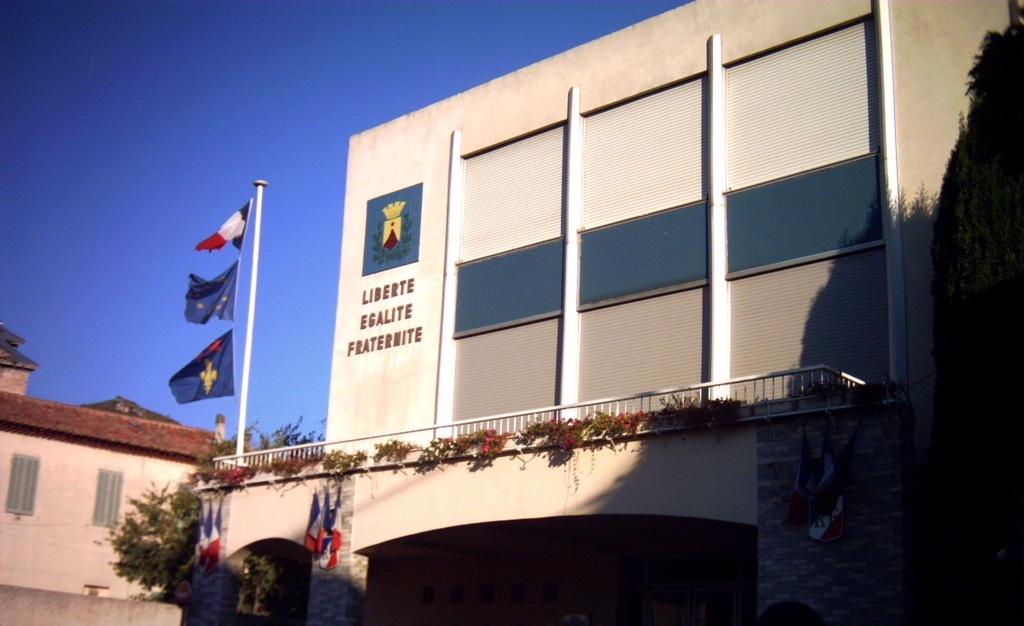
La mairie de Roquevaire.

MM. Martini Négrel et Félix Trémellat sont décédés durant leur mandat.

MM. Louis Marie Castellan et Étienne Fabre ont démissionné avant la fin de leur mandat. 

M. Louis Michel devient maire par intérim à la suite du décès de son prédécesseur,.

### Politique environnementale
La commune fait partiellement partie du nouveau parc naturel régional de la Sainte-Baume, créé par décret du 20 décembre 2017.

## Population et société

### Démographie
L'évolution du nombre d'habitants est connue à travers les recensements de la population effectués dans la commune depuis 1793. Pour les communes de moins de 10 000 habitants, une enquête de recensement portant sur toute la population est réalisée tous les cinq ans, les populations de référence des années intermédiaires étant quant à elles estimées par interpolation ou extrapolation. Pour la commune, le premier recensement exhaustif entrant dans le cadre du nouveau dispositif a été réalisé en 2005.

En 2022, la commune comptait 8 823 habitants, en évolution de −1,55 % par rapport à 2016 (Bouches-du-Rhône : +2,48 %, France hors Mayotte : +2,11 %).
| 1793  | 1800  | 1806  | 1821  | 1831  | 1836  | 1841  | 1846  | 1851  |
| ----- | ----- | ----- | ----- | ----- | ----- | ----- | ----- | ----- |
| 3 065 | 2 711 | 2 813 | 2 842 | 3 218 | 3 120 | 3 143 | 3 130 | 3 180 |

| 1856  | 1861  | 1866  | 1872  | 1876  | 1881  | 1886  | 1891  | 1896  |
| ----- | ----- | ----- | ----- | ----- | ----- | ----- | ----- | ----- |
| 3 175 | 3 465 | 3 635 | 3 499 | 3 558 | 3 350 | 3 436 | 3 115 | 3 012 |

| 1901  | 1906  | 1911  | 1921  | 1926  | 1931  | 1936  | 1946  | 1954  |
| ----- | ----- | ----- | ----- | ----- | ----- | ----- | ----- | ----- |
| 2 973 | 3 110 | 2 969 | 2 600 | 2 645 | 2 613 | 2 608 | 2 521 | 3 080 |

| 1962  | 1968  | 1975  | 1982  | 1990  | 1999  | 2005  | 2006  | 2010  |
| ----- | ----- | ----- | ----- | ----- | ----- | ----- | ----- | ----- |
| 3 408 | 3 854 | 5 042 | 5 619 | 7 061 | 7 853 | 8 299 | 8 319 | 8 549 |

| 2015  | 2020  | 2022  | - | - | - | - | - | - |
| ----- | ----- | ----- | - | - | - | - | - | - |
| 8 939 | 8 569 | 8 823 | - | - | - | - | - | - |

### Manifestations culturelles et festivités
- Le Festival international d'orgue a lieu chaque année vers la mi-septembre dans l'église Saint-Vincent. Concerts et récitals sur l'instrument.
- Le festival International d'Art Singulier, créé par Danielle Jacqui, a lieu à « La Maison de Celle qui Peint » au hameau Pont-de-l'Étoile

## Culture locale et patrimoine

### Lieux et monuments

#### Patrimoine religieux[34]
- Chapelle Saint-Vincent de Roquevaire, chapelle romane du XIIe siècle classée au titre de monument historique[35]. La chapelle est située dans le terrain des services techniques de Roquevaire, elle se visite sur rendez-vous uniquement. Elle fut vendue comme bien national après estimation en 1794 (1200 livres). Y était accolé un ermitage. On peut y voir la stèle (première moitié du IIIe siècle) dont parle Papon en 1775 et Léon Benoît en 1920.
- Ancienne chapelle des pénitents.
- Ancienne chapelle Saint-Étienne à Touron (propriété privée).
- Église Saint-Vincent de Roquevaire.
- Église Saint-Jean de Lascours.
- Église Notre-Dame-de-l'Étoile de Pont-de-l'Étoile.

#### Patrimoine civil
- Les ruines du château médiéval du XIIe siècle dominent la vallée sur les hauteurs du promontoire rocheux.

### Personnalités liées à la commune
- Louis Auguste Bertrand (Roquevaire, 1808 - Salt Lake City, 1875), communiste icarien, rédacteur au journal Le Populaire, devenu membre de l'Église de Jésus-Christ des saints des derniers jours, et auteur de Mémoires d'un Mormon, est né à Roquevaire le 8 janvier 1808.
- Dominique Castellan (Roquevaire, 1856 - Chambéry, 1936), prélat français, archevêque métropolitain de Chambéry, est né à Roquevaire le 4 août 1856.
- Charles Maurras (Martigues, 1868 - Saint-Symphorien, 1952), membre de l'Académie française, est inhumé à Roquevaire aux côtés de ses parents. Son père y exerçait les fonctions de receveur de l'enregistrement.
- Léon David (Roquevaire, 1901 - Carnoux-en-Provence, 2000), sénateur communiste des Bouches-du-Rhône et ancien maire de Roquevaire, était natif de la commune, où il avait vu le jour le 19 juin 1901.
- Anne Willette (Paris, 1917 - Aubagne, 1983), artiste peintre, résida à Roquevaire où elle possédait son atelier à Lascours.

### Héraldique
Pour un article plus général, voir Armorial des communes des Bouches-du-Rhône.
| Armes de Roquevaire | Les armes peuvent se blasonner ainsi : D'or à une montagne de gueules, surmontée d'une étoile de même. |